# Рассол (пища)
Рассол — жидкость сложного состава на основе водного раствора поваренной соли, нередко с добавлением специй и пряностей. Образуется как побочный продукт производства в процессе соления, квашения или мочения продуктов: овощей, фруктов, грибов, мяса или рыбы (икры).

## Состав рассола
Главная составляющая любого рассола — раствор поваренной соли в различных концентрациях: от 2,5-3 % при мочении, до 4-8 % при квашении, и 8-30 % при солении. Кроме того, в состав рассола, как правило, входят появляющиеся в процессе брожения (если позволяет количество соли) органические кислоты, в частности, молочная кислота и уксусная кислота, причём, последняя появляется в результате уксуснокислого брожения, а не привносится при приготовлении. Также отдельные виды рассола богаты ионами магния и калия, натрия, витамином С, соединениями меди, эфирными маслами и иными экстрактивными веществами, переходящими в рассол из ферментирующихся продуктов и пряностей. В рыбном или мясном рассоле также содержатся растворимые белки. В целом, чем дольше происходит процесс ферментации, тем больше веществ переходит из продукта в рассол.
Необходимо отличать рассолы, используемые и получаемые для получения нового ферментированного продукта, и рассолы, которые получаются как результат консервирования с исключительной целью сохранения продукта. Также надо отличать рассолы от маринада, где консервирующий эффект возникает за счёт искусственного создания кислой среды.

## Использование рассола
Овощной или фруктовый рассол — ценный пищевой продукт. Мясной и рыбный рассолы (также могут называться тузлук) в пищу не употребляются, как собственно из-за непригодности, так и из-за того, что рассол, особенно для мяса, является прежде всего средством сохранения продукта и отличается повышенной концентрацией соли. Грибной рассол редко употребляется как самостоятельный продукт, однако, солёные грибы не требуют промывания от рассола.
Овощной или фруктовый рассол может употребляться как напиток, в том числе как средство от похмелья в русской, украинской, белорусской и польской народной медицине. Действие рассола в таком случае прежде всего связано с поступлением в организм солей калия и магния, недостаток которых является одной из причин плохого самочувствия и нестабильной сердечной деятельности, экстрактивных веществ, в частности, из укропа, дающих некоторый гипотензивный эффект, и витамина С.
Употребление рассола восстанавливает водно-солевой баланс в организме, что позволяет оперативно устранить обезвоживание (без этого вода продолжает активно выводиться из организма вследствие низкого осмотического давления). Также поступление магния в организм снижает количество кальция в крови (при нехватке магния кровь насыщается кальцием, который вымывается из костей).
Кроме того, в народной медицине рассол может использоваться как противоцинготное средство, особенно капустный рассол из-под квашеной капусты. Надо отметить, что капустный рассол является наиболее насыщенным витаминами и микроэлементами. Помимо этого, рассол с небольшой концентрацией соли в небольших количествах может служить аперитивом, средством для возбуждения аппетита. Рассол в виде замороженных кубиков может использоваться как косметологическое средство, для ухода за кожей, компрессы на рассоле способствуют снятию боли при ушибах и воспалениях суставов и уменьшению припухлости при растяжениях связок.
Овощной или фруктовый рассол широко используется в кулинарии. Так, полностью или частично на огуречном рассоле делаются такие супы национальной русской кухни, как калья, солянка, иногда рассольник. Капустный рассол добавляется в щи и также может быть добавлен в солянку (в некоторых её разновидностях). На овощном рассоле может готовиться заправка для окрошки, а также иные холодные супы, в обиходе называемые окрошкой (так называемая «зимняя окрошка»). Огуречный, помидорный или капустный рассол служит отличной приправой для картофельного пюре. Также рассол может использоваться в качестве среды для тушения, например, для азу по-татарски. Рассол может использоваться в качестве основы для соусов, наконец, на рассоле можно замешивать тесто для пирогов, вареников или хлеба. Кроме того, рассол можно использовать как компонент для коктейля или как заменитель уксуса в салатных приправах.

## Сохранение рассола
Рассол, оставшийся неиспользованным, можно хранить путём его замораживания, в том числе в маленьких кубиках. Также можно закрыть банку с рассолом горчичной пробкой, для чего нужно замесить из сухой горчицы густое тесто и завернуть его в чистую ткань. Накрытую горчичной пробкой банку рассола следует поместить в холодильник.

## В искусстве
Огуречным рассолом угощают в 29 веке пришельца из прошлого в фантастической повести Булгарина «Правдоподобные небылицы» (1824).